# 찰스 젱킨스 시니어
찰스 래먼트 젠킨스 시니어(Charles Lamont Jenkins Sr., 1934년 1월 7일 ~ )는 전 미국의 육상 선수로 1956년 멜버른 올림픽 2관왕이다.
뉴욕에서 태어난 젠킨스는 1953년과 1957년 사이에 빌라노바 대학교 육상 팀의 현저한 회원이었다.
점보 엘리엇의 코치 아래 1955년 440 야드(402m)의 국내 AAU 타이틀을 우승하였으나, 1956년 올림픽의 모든 눈은 세계 기록을 보유한 루 존스에게 돌려졌다. 젠킨스가 3위를 하는 동안에 존스는 미국 선발 시합을 우승하였다.
멜버른에서 젠킨스는 400m 첫번째와 두번째 예선들에서 둘다 3위를 하면서 결승전에 도달하였다. 결승전에서 강한 완료는 그가 금메달을 따는 데 도움을 주었다. 며칠 후에 1600m 릴레이에서 두번째 금메달을 획득하였다.
그는 1955년, 1957년과 1958년에 AAU 660 야드(549m) 타이틀을 우승하기도 하였다. 1956년에는 500 야드(457m)를 위한 세계 실내 기록을 세웠다.
1981년 엘리엇이 사망하자, 젠킨스는 그의 뒤를 이어 벨라노바 대학교 육상 팀의 코치가 되었다.